# Haunton
Haunton – wieś w Anglii, w hrabstwie Staffordshire, w dystrykcie Lichfield. Leży 34 km na wschód od miasta Stafford i 168 km na północny zachód od Londynu.